# Anatoli Fomenko
Anatoli Timofeievici Fomenko (în limba rusă Анато́лий Тимофе́евич Фоме́нко) (n. 13 martie 1945, Donețk) este un matematician rus, profesor la Universitatea de Stat din Moscova, membru al Academiei Ruse de Științe. Doctor în matematică.
Anatoli Fomenko este cunoscut și ca autor de cărți de istorie alternativă, în care susține teorii extravagante despre o Nouă Cronologie în istorie. Bazată pe idei susținute în trecut de Nikolai Morozov, și pe teorii ale conspirației (de pildă conspirațiile și falsificările iezuiților), această „nouă cronologie”  este argumentată de el cu corelații între zodiac, date astronomice, statistice, uzul unor toponime și între evenimentele istorice etc, contestând cu totul modul acceptat de fixare a cronologiei istorice, de la cronologiile stabilite în timpul Renașterii și în secolele al XVII - XVIII-lea și până la actualele metode dendrocronologice și bazate pe izotopul carbon radioactiv.
După Fomenko, de pildă Ginghis Han și hoardele mongole erau de fapt ruși porniți la un fel de contracruciade spre vest, Alexandr Nevski și Batu han erau  hani ruși, oștenii lor erau cazaci, mongoli (adică "mari")  era un nume dat de occidentali rușilor, vechimea culturii chineze nu e mai mare de o mie de ani, islamul și budismul au luat naștere  cu multe veacuri mai târziu decât se crede și s-au născut din creștinism. 
Unii intelectuali ruși (Gari Kasparov, Eduard Limonov, Alexandr Zinoviev) și din alte țări s-au arătat deschiși față de  unele din ideile lui Fomenko.